# Веретейка
Веретейка (біл. вёска Верацейка) — село в складі Вілейського району Мінської області, Білорусь. Село підпорядковане Хотеньчицькій сільській раді, розташоване в північній частині області.

## Історія
У 1921–1945 роках село знаходилось у Польщі, у Вільнюськім воєводстві, Вілейського повіту, у гміні Ілля.

## Населення
- 1921 рік — 32 людини, 6 будинків[1].
- 1931 рік — 32 людини, 6 будинків[2].